# Zvezda po imeni Solnce
Zvezda po imeni Solnce (in russo Звезда по имени Солнце?) è il settimo album del gruppo rock sovietico Kino, pubblicato alla fine dell'estate del 1989, ultimo album di Viktor Coj. Nella copertina è presente un disegno raffigurante un'eclissi solare.

## Tracce
Testi e musiche di Viktor Coj; edizioni musicali Moroz Records.
1. Pesnja bez slov (Песня без слов) – 5:07
2. Zvezda po imeni Solnce (Звезда по имени Солнце) – 3:46
3. Nevesëlaja pesnja (Невесёлая песня) – 4:18
4. Skazka (Сказка) – 5:59
5. Mesto dlja šaga vperëd (Место для шага вперед) – 3:40
6. Pačka sigaret (Пачка сигарет) – 4:29
7. Stuk (Стук) – 3:51
8. Pečal' (Печаль) – 5:33
9. Aprel' (Апрель) – 4:41

Durata totale: 41:24

## Formazione
- Viktor Coj - voce, chitarra
- Jurij Kasparjan - chitarra solista
- Igor' Tichomirov - basso elettrico
- Georgij Gur'janov - percussioni